# Контрола летења Србије и Црне Горе
Контрола летења Србије и Црне Горе (SMATSA) државна је фирма за контролу летења у ваздушном простору Србије, Црне Горе, део ваздушног простора изнад Јадранског мора, а до 2019. и 55% горњег ваздушног простора Босне и Херцеговине. Укупна површина ваздушног простора је 113.664 km².
Главни задатак Контрола летења Србије и Црне Горе је; пружање услуга у ваздушној пловидби (енгл. Air Navigation Services Provision), на непрекидан, ефикасан и пре свега безбедан начин, у ваздушном простору и на контролисаним аеродромима из њене надлежности. Агенција пружа и додатне услуге; школовање контролора летења и пилота, калибражу земаљских радио навигационих средстава (ЗРНС) и одржавање ваздухоплова.
Контрола летења Србије и Црне Горе (SMATSA) интегрисана је у целокупни систем управљања ваздушним саобраћајем у Европи (европски ATM систем).

## Историјат
Контрола летења Србије и Црне Горе основана је 29. децембра 2003. године као заједничка фирма Србије и Црне Горе. Након раздруживања 2006. контрола летења је остала заједничка. Како би међусобно усагласиле задатке и обавезе везано за ваздушни саобраћај на простуру обеју држава потписан је Споразума о сарадњи у области ваздушног саобраћаја 3. фебруара 2012. године. Овим споразумом Влада Републике Србије и Влада Црне Горе закључиле су Уговор о потврђивању континуитета пружања услуга у ваздушној пловидби у просторима Србије и Црне Горе, и тиме озаконили наставак постојања заједничког пружаоца услуга у ваздушној пловидби.
Тим актима Контрола летења Србије и Црне Горе (SMATSA doo) наставила је да послује у складу са националном и међународном регулативом, по до тада потписаним међународним споразумима. Убрзо је постала чланица најважнијих светских међународних ваздухопловних организација. Тиме је остварена интегрција SMATSA у европски систем управљања ваздушним саобраћајем као једног од члана EUROCONTROL-а.

### Чланство у међународним организацијама
Контрола летења Србије и Црне Горе (SMATSA), која у свему послује у складу са правилима Европске уније и принципима европске и светске праксе, као представних Републике Србије и државе Црне Горе, са својим делегатима учествују у раду следећих међународних ваздухопловних организација:
| Лого | Скраћеница  | Назив организације                                         |
| ---- | ----------- | ---------------------------------------------------------- |
|      | ICAO        | Међународна организација за цивилно ваздухопловство        |
|      | EUROCONTROL | Европска организација за безбедност ваздушне пловидбе      |
|      | ECAC        | Европска конференција за цивилно ваздухопловство           |
|      | CRCO        | Централна служба за наплату рутних накнада                 |
|      | IACA        | Међународно удружење авио-превозилаца                      |
|      | CANSO       | Међународно удружење пружалаца услуга у ваздушној пловидби |

## Основни принципи рада SMATSA
Контрола ваздушног простора унутар SMATSA условљена је обимом и очекиваним захтевима саобраћаја, на „њеном небу”, а све у функцији пружањем квалитетних услуга цивилним и војним ваздухопловима.
Управљање ваздушним саобраћајем у SMATSA, заснован је на високо софистицираној технологији која прати нове стандарде из области ваздухопловне индустрије. То подразумева примену најновијих система опреме и организације рада, како би се реализовала оптимална искоришћеност ваздушног простора и повећала ефикасност летења у простору из њеној надлежности.
Поред тога, систем контроле ваздушног простора мора да се непрестано и што је могуће брже прилагођава могућим оперативним ризицима (времену као меторолошкој појави, штрајковима, инцидентим на аеродрому, терористичким активностима итд).
Организација ваздушног саобраћаја
Посебну пажњу SMATSA посвећује бољем и организованијем ваздушном саобраћају изнад своје територије, и у том циљу спроводи:
- Планирање и организацију саобраћаја у сопственом ваздушном простору
- Развој рутне мреже у циљу унапређења услуге контроле летења (ATS),
- Константно унапређење процеса управљања ваздушним простором (ASM)
- Управљање токовима саобраћаја (енгл. ATFM, Air Traffic Flow Management) (пружање информације менаџменту за контролу ваздушног саобраћаја да што ефикасније планирају летове).

Циљеви и задаци
Основни циљеви SMATSA су;
- Имплементација унапређеног процеса управљања ваздушним простором — што доприноси оптималном планирању рута, бољој искоришћености расположивог ваздушног простора, повећању ефикасности у раду и смањењењу времена кашњења ваздухоплова у полетању и слетању.
- Спровођење активности на примени одређених поступака — који треба да омогући да ваздухоплови који поседују одговарајућу опрему користе њене максималне могућности и на тај начин оптимизују путање ваздухоплова у прилажењу и полетању.
- Обезбеђењу прецизније путање ваздухоплова — што повећава капацитет аеродромског терминала.

Услуге
Агенција SMATSA на својој територији одговорна је и за пружање услуга у ваздушном саобраћају које могу бити:
- Услуге контроле летења – енгл. .
- Услуге информисања ваздухоплова у лету – FIS
- Услуге узбуњивања – ALR у ваздушном простору

Цивилно - војна координација
Агенције SMATSA обавља и све задатке везане за контролу заштите и алокацију (преусмеравања на профитабилнији облик) ваздушног простора - Она то реализације непрестаном цивилно-војном координацијом на претактичком и тактичком нивоу. У ове активности спадају:
- Прикупљање и анализа захтева за коришћење ваздушног простора од стране војних и цивилних корисника.
- Арбитража и решавање, евентуалних, конфликтних захтева.
- Доношење одлуке о што бољем коришћењу ваздушног простора на претактичком и тактичком ASM нивоу.
- Објављивање одлуке о алокацији ваздушног простора подношењем захтева за издавање NOTAM („NOTAM PROPOSAL“),
- Израда и вођење статистике о употреби TSA зона.

## Задаци SMATSA
Главни задатаци Контроле летења Србије и Црне Горе су; 
- Контрола летења.
- Школовање контролора летења и пилота.
- Калибража земаљских радио навигационих средстава (ЗРНС) и одржавање ваздухоплова.

### Контрола летења
Контрола летења (енгл. ATM-Air Traffic Mangment), примарна је и уједно највише специфична активност за коју агенција и препознатљив великом броју људи. Рад овог сегмента агенције према зонама ваздушног простора одвија се у три међусобно добро повезана и организоване целине; Обласну контролу летења, Прилазну контролу летења и Аеродромску контролу летења.
Обласна контрола летења
Просторна зона Обласна контрола летења је, хоризонтало, простор Србије (без Косова), Црне Горе, јужног дела Јадранског мора и источна Босна и Херцеговина, а вертикално највиши део неба изнад од 4.420 m (14.500 ft)
Смештен у згради у оквиру комплекса београдског аеродрома „Никола Тесла”. Обласна контрола летења у својој зони надлежности има обавезу да одржава комуникацију са ваздухопловима и води навигацију.
Прилазна контрола летења
Комуникација са авиона и навигацију у зони аеродрома, хоризонтално до 80 километара и вертикално до 4.420 m (14.500 ft), организује Прилазна контрола летења. Ова служба се налазе на самим аеродромима у:
- Београду, на аеродрому „Никола Тесла” и на војном аеродрому „Пуковник-пилот Миленко Павловић”
- Подгорици и Тивту
- Краљеву, аеродром „Морава”
- Нишу, аеродром „Константин Велики”
- Вршцу
- Ужицу, аеродром „Поникве”.

Аеродромска контрола летења (Торањ)
Аеродромска контрола летења (АКЛ) једна је од обавезних служби на аеродрому, опремљена уређајима и високософистицираном опремом за руковођење летењем у контролној зони аеродрома (енгл. Control Zone -CTR) и праћење кретања авиона, возила и људи по маневарским површина аеродрома. Њен задатак је да сходно важећим међународним прописима обезбеди организовано и безбедно летење и руковођење летењем у зони одговорности аеродрома.
Ова служба налази се непосредно на аеродромима у Србији и Црној Гори и смештена је у контролном торању (највишој згради на аеродрому, са стакленом куполом на врху), одакле се може визуелно и инструментално да прати кретање ваздухоплова у зони аеродромског комплекса.
Аеродромска контрола летења контролише летење у непосредној зони аеродрома (енгл. Control Zone -CTR) која се налази у кругу од 9–18 km, и кретање ваздухоплова у аеродромском школском кругу.

### Школовање контролора летења и пилота
Школовање контролора летења
У сасатву Контроле летења Србије и Црне Горе налази се SMATSA— Ваздухопловна Академија (SAA), чији се Центар за обуку контролора летења (КЛ) налази у Београду на Аеродрому Никола Тесла. Обука у SAA спроводи се у складу са уговором о лиценци са EUROCONTROL-ом (енгл. EUROCONTROL License Agreement), а Програми обуке за стицање дозволе контролора летења је у потпуности усклађен са:
- ICAO Annex 1 - Personnel Licensing
- ESARR 5 – EUROCONTROL Safety Regulatory Requirement on ATM Services Personnel
- ICAO Doc 9841 – Manual on the Approval of Training Organizations
- ICAO Doc 9835 - Manual on the Implementation of ICAO Language Proficiency Requirements
- Commission Regulation (EU) No 805/2011

| „ | Центар за обуку контролора летења SMATSA ваздухопловне академије (SАА) у Београду више од 49 година школује контролоре летења који раде за АТМ провајдере широм света. Од 1964. године извршена је обука више од 2.500 контролора са процентом успешности од близу 90%. Центар за обуку пружа услуге школовања и екстерним корисницима (организацијама и индивидуалним корисницима), те је у складу са тим увео и концепт школовања самофинансирајуће класе контролора летења. | ” |

Школовање пилота
У сасатву SMATSA — Ваздухопловнe Академијe (SAA) налази се центар за обуку пилота у Вршцу. Он данас спада у један он највећих и најискуснијих центара за обуку пилота у Европи, који је за задњих 60 година, обучио преко 2.000 пилота који као професионални пилоти лете у преко 30 светских компанија.
SMATSA — Ваздухопловна академија овлашћена је од стране Директората цивилног ваздухопловства Републике Србије (ДЦВ) за организовање и реализацију обуке пилота у складу са JAR-FCL 1, који по завршеној обуци издаје дозволе које су еквивалентне дозволама издатим од стране било које друге овлашћене пилотске академије у Европи.